# RESEX de Viriandeua
A Reserva Extrativista (Resex) Viriandeua é uma unidade de conservação brasileira de uso sustentável e está localizada no estado do Pará, abrangendo os municípios de Salinópolis, São João de Pirabas, Primavera e Quatipuru, na região do Salgado Paraense. Com uma área de aproximadamente 34.191 hectares, a Resex foi criada em 21 de março de 2024, por meio do Decreto nº 11.958.
As reservas extrativistas são unidades de conservação de uso sustentável, destinadas à proteção dos meios de vida e da cultura de populações tradicionais, assegurando o uso sustentável dos recursos naturais da área. No caso da Resex Viriandeua, a criação da unidade foi fruto de quase 15 anos de luta das comunidades locais, que buscavam a proteção de suas terras e a preservação de seus modos de vida ancestrais. 

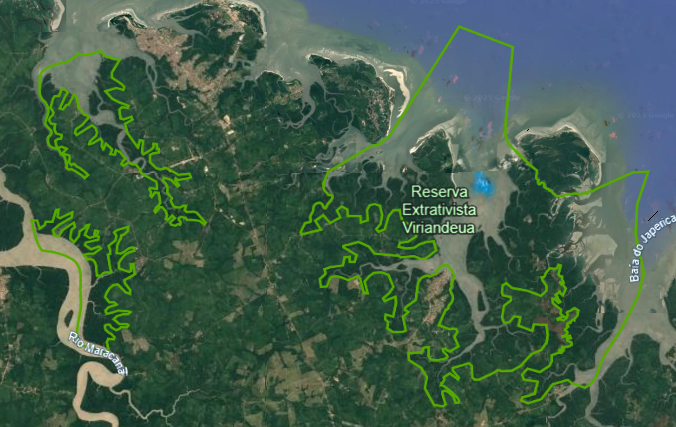
Limites da Reserva Extrativista de Viriandeua

## Histórico
A Resex de Viriandeua foi criada para proteger os meios de vida e a cultura das populações tradicionais que vivem da extração sustentável de recursos naturais, como a pesca, o açaí e outros produtos da floresta. Sua criação foi motivada pela necessidade de proteger o modo de vida dos moradores locais contra pressões externas, como o desmatamento ilegal, a especulação imobiliária e a pesca predatória. Além de garantir a conservação ambiental, a reserva promove o uso sustentável dos recursos, permitindo que as comunidades continuem suas atividades tradicionais de maneira equilibrada com o meio ambiente. A gestão da reserva é feita em parceria com as comunidades locais, o que fortalece o protagonismo dos extrativistas na preservação de seu território e na valorização de seus conhecimentos tradicionais.
Para os visitantes, a Resex Viriandeua oferece atrativos como a observação da fauna local, incluindo aves como os guarás, conhecidos por sua plumagem vermelha vibrante. Além disso, é possível conhecer as práticas tradicionais das comunidades extrativistas, como a coleta de mariscos e a pesca artesanal, proporcionando uma imersão cultural única.
Curiosamente, a criação da Resex Viriandeua ocorreu no Dia Internacional das Florestas, simbolizando o compromisso com a conservação e o uso sustentável dos recursos naturais.

## Fauna e Flora
A região é caracterizada por uma das maiores florestas de manguezais do país, protegendo baías, rios, estuários e uma vasta biodiversidade. É incontestável a importância ambiental, econômica e social associada aos manguezais, bem como a atuação do processo de degradação que historicamente tem condenado esse tipo de ecossistema por toda a zona costeira brasileira (Moscatelli, 2000).Nestes ambientes, os solos são lodosos, possuem elevado teor salino e baixa oxigenação o que exige uma flora altamente especializada (Leite, 1994).Esses ecossistemas são fundamentais para a reprodução de diversas espécies marinhas, os manguezais abrigam uma grande diversidade de espécies, incluindo peixes, crustáceos, aves e plantas adaptadas a ambientes salinos, eles são berçários naturais para muitas espécies marinhas, essenciais para a cadeia alimentar costeira, além disso eles servem como barreiras naturais contra a erosão costeira, filtram poluentes, melhorando a qualidade da água e também sequestram grandes quantidades de carbono, ajudando no combate às mudanças climáticas. Além de seu valor ecológico, os manguezais têm importância cultural e recreativa, atraindo o ecoturismo, o que pode gerar receita econômica para as regiões costeiras.
Os manguezais protegidos por essa Resex são também lar de espécies importantes para alimentação das comunidades e atrativas aos turistas como: caranguejo-uçá (Ucides cordatus); mexilhão (Mytella guyanensis); ostra (Crassostrea rhizophorae); camarão-branco (Litopenaeus schmitti); turu (Teredo sp.).
Também diversas espécies de aves como: Guará (Eudocimus ruber); Figuinha-do-mangue (Conirostrum bicolor); Papa-lagarta-do-mangue (Coccyzus minor); Saracura-do-mangue (Aramides mangle), e diversas aves limícolas migratórias, que utilizam esses habitats durante suas rotas migratórias.